# Aptychotrema vincentiana
Aptychotrema vincentiana és un peix de la família dels rinobàtids i de l'ordre dels rajiformes.

## Morfologia
Pot arribar als 79 cm de llargària total.

## Distribució geogràfica
Es troba a les costes d'Austràlia (Victòria i Austràlia Occidental).